# Rossanderska kursen
Rossanderska kursen, även kallad Rossanderska lärokursen, Fröknarna Rossanders lärokurs för fruntimmer, Aftonkursen för fruntimmer och Jenny Rossanders Lärokurs för fruntimmer, var en svensk seminarieskola eller aftonskola för vuxna kvinnor i Stockholm, aktiv mellan 1865 och 1882. 
Skolan bildades av systrarna Johanna "Jenny" Sofia Rossander och Alida Rossander efter förebild av Lärokurs för fruntimmer, som hade upphört i maj 1861, och där systrarna Rossander hade studerat. Jenny Rossander, en nära vän till Fredrika Bremer, var en författare och medarbetare i Tidskrift för hemmet och särartsfeminist som trodde på vikten av kvinnans utbildning för att göra henne till en bättre mor och undervisare i hemmet. 
Skolan låg under en direktion bestående av Sofi Rossander, Fredrika Limnell, Anna Wallenberg och Ebba Lind af Hageby. 
Den hade samma läroplan och organisation som Lärokurs för fruntimmer, med eleverna indelade på samma sätt och med samma studiemetod. Även samma ämnen förekom, men nu utökat med språk. Lokalen var Ateneums lokaler på Mäster Samuelsgatan 51 och därefter Alandsgatan 17.  
Bland lärarna fanns professor Alfred Fock, som förut medverkat i Lärokurs för fruntimmer och hoppat av Högre lärarinneseminariet i protest, samt Jenny och Alida Rossander, Louise Sundén och Ebba Gregerson, professor Lorentz Dietrichson, lektor Frans Hultman, doktor Christian Lovén samt Emil Key.  Aftonkursen var populär i det dåtida Stockholm. Bland dess elever fanns Ellen Key, Eugenie Steinmetz, Hilda Myrberg, Hildur Djurberg och Anna Whitlock.  
År 1879 gifte sig Jenny Rossander med den schweiziske doktorn baron Friedrich von Tschudi och avslutade sin verksamhet. Kursen ska dock ha drivits vidare av Alida Rossander fram till 1882. År 1883 benämndes den som en värdefull kurs för kvinnor som ville komplettera sin utbildning, särskilt kvinnliga lärare, och rapporterades ha haft i varje fall tusen elever.